# Hyalinobatrachium guairarepanensis
Hyalinobatrachium guairarepanensis là một loài ếch trong họ Centrolenidae. Chúng là loài đặc hữu của Venezuela.
Môi trường sống tự nhiên của chúng là các khu rừng đất thấp ẩm nhiệt đới hoặc cận nhiệt đới và sông.
Loài này đang bị đe dọa do mất môi trường sống.